# Banc d’Arguin (Naturschutzgebiet)

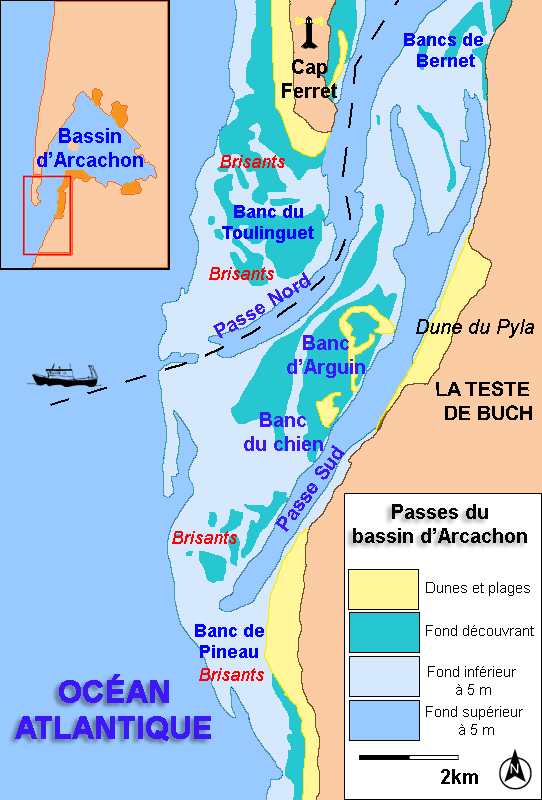
Lage des Naturschutzgebiets in der Mündung des Beckens von Arcachon

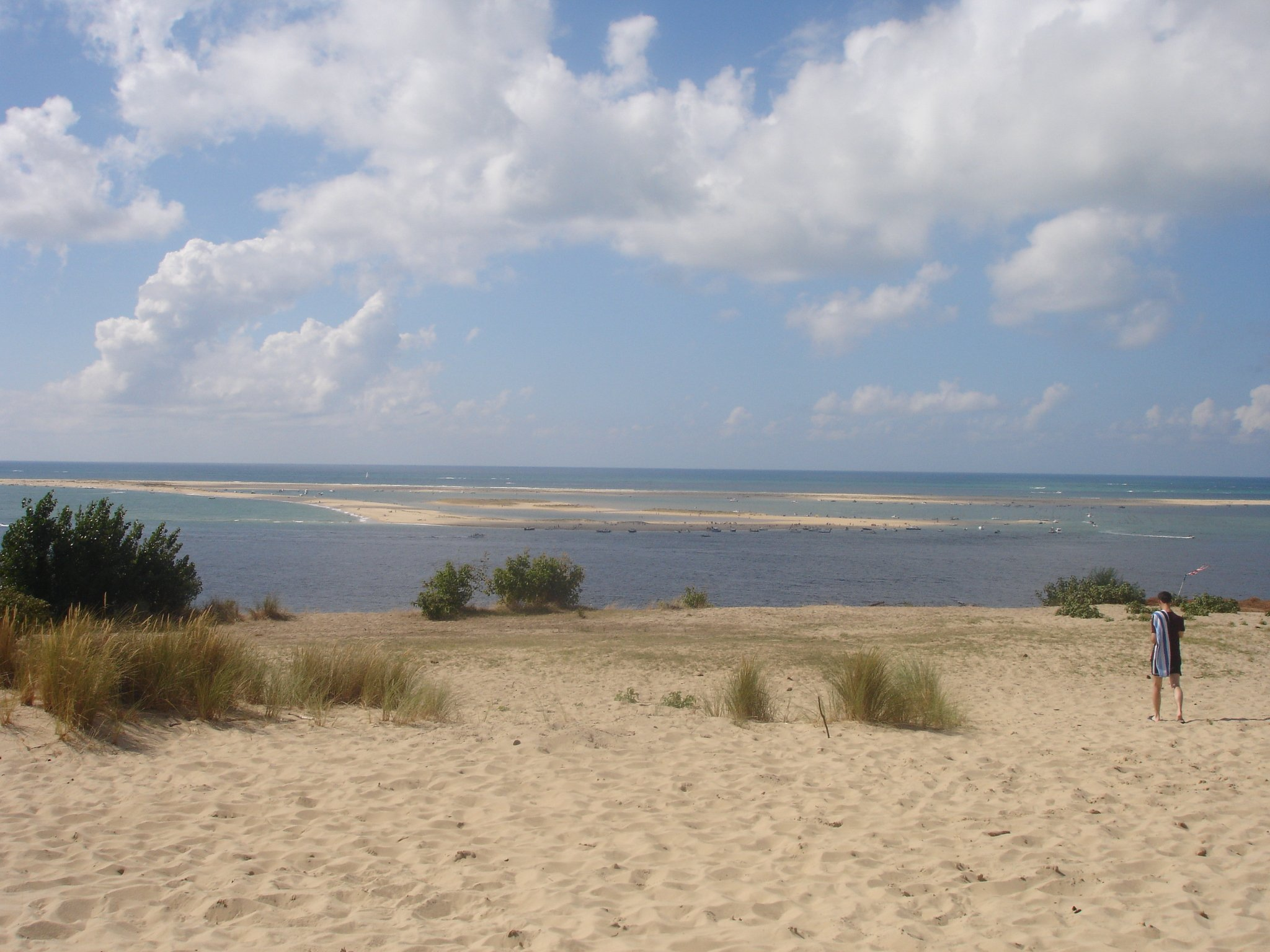
Blick auf die Sandbank

Banc d’Arguin ist ein nationales Naturschutzgebiet im Département Gironde der französischen Region Nouvelle-Aquitaine. Es handelt sich um eine bei Ebbe sichtbare Sandbank mit einer Fläche von 2.200 ha an der Mündung des Beckens von Arcachon in die Biskaya zwischen der Dune du Pilat und der Spitze von Cap Ferret. Das Gebiet gehört zur Gemeinde La Teste-de-Buch und ist seit 1972 geschützt als Nistplatz, Winterquartier und Zugvogel-Ruheplatz für zahlreiche Vogelarten und hier insbesondere der Brandseeschwalbe. Die Sandbank liegt im Meeresnaturpark Bassin d’Arcachon.